# Пуант-Верт
Пуант-Верт (англ. Pointe-Verte) — село в Канаді, у провінції Нью-Брансвік, у складі графства Глостер.

## Населення
За даними перепису 2016 року, село нараховувало 886 осіб, показавши скорочення на 9,2%, порівняно з 2011-м роком. Середня густина населення становила 64,4 осіб/км².
З офіційних мов обидвома одночасно володіли 505 жителів, тільки англійською — 40, тільки французькою — 345. Усього 5 осіб вважали рідною мовою не одну з офіційних.
Працездатне населення становило 52,7% усього населення, рівень безробіття — 10,1%.
Середній дохід на особу становив $35 045 (медіана $28 960), при цьому для чоловіків — $39 860, а для жінок $29 731 (медіани — $35 648 та $22 336 відповідно).
18,9% мешканців мали закінчену шкільну освіту, не мали закінченої шкільної освіти — 35,5%, 45,6% мали післяшкільну освіту, з яких 19,5% мали диплом бакалавра, або вищий.
| Статево-вікова структура населення | Статево-вікова структура населення | Статево-вікова структура населення | Статево-вікова структура населення | Статево-вікова структура населення |
| ---------------------------------- | ---------------------------------- | ---------------------------------- | ---------------------------------- | ---------------------------------- |
|                                    |                                    |                                    |                                    |                                    |
| Всього                             | Всього                             | 50,8%49,2%                         |                                    |                                    |
| 0 — 14 років                       | 0 — 14 років                       |                                    | 8,5%                               | 8,5%                               |
| 15 — 64 років                      | 15 — 64 років                      |                                    | 64,4%                              | 64,4%                              |
| 65 і більше                        | 65 і більше                        |                                    | 27,1%                              | 27,1%                              |
| 85 і більше                        | 85 і більше                        |                                    | 2,3%                               | 2,3%                               |
| Середній вік (років)               | Середній вік (років)               | 49,650,9                           | 50,2                               | 50,2                               |
| Медіана (років)                    | Медіана (років)                    | 54,455,1                           | 54,8                               | 54,8                               |
| — чоловіки — жінки                 |                                    |                                    |                                    |                                    |

| Походження мешканців:     | Походження мешканців:     | Походження мешканців: | Походження мешканців: | Походження мешканців: |
| ------------------------- | ------------------------- | --------------------- | --------------------- | --------------------- |
| Походження                |                           |                       | осіб                  | %                     |
| Корінні американці        | Корінні американці        |                       | 65                    | 6.81%                 |
| Інше північноамериканське | Інше північноамериканське |                       | 815                   | 85.34%                |
| Європейське               | Європейське               |                       | 300                   | 31.41%                |
| британське                | британське                |                       | 85                    | 8.9%                  |
| французьке                | французьке                |                       | 220                   | 23.04%                |
| Азійське                  | Азійське                  |                       | 20                    | 2.09%                 |

## Клімат
Середня річна температура становить 4°C, середня максимальна – 21,6°C, а середня мінімальна – -16,5°C. Середня річна кількість опадів – 1 024 мм.
| Клімат поселення                              | Клімат поселення | Клімат поселення | Клімат поселення | Клімат поселення | Клімат поселення | Клімат поселення | Клімат поселення | Клімат поселення | Клімат поселення | Клімат поселення | Клімат поселення | Клімат поселення | Клімат поселення |
| Показник                                      | Січ.             | Лют.             | Бер.             | Квіт.            | Трав.            | Черв.            | Лип.             | Серп.            | Вер.             | Жовт.            | Лист.            | Груд.            |                  |
| Середній максимум, °C                         | −5,49            | −4,2             | 1,05             | 7,25             | 13,86            | 19,78            | 21,64            | 21,05            | 15,94            | 10,07            | 4,08             | −3,32            |                  |
| Середня температура, °C                       | −11,01           | −9,67            | −4,43            | 1,77             | 8,37             | 14,29            | 18,13            | 17,54            | 12,44            | 6,56             | 0,56             | −6,83            |                  |
| Середній мінімум, °C                          | −16,48           | −15,16           | −9,92            | −3,72            | 2,89             | 8,81             | 14,63            | 14,03            | 8,93             | 3,05             | −2,95            | −10,34           |                  |
| Норма опадів, мм                              | 83               | 61               | 72               | 73               | 90               | 86               | 100              | 102              | 82               | 94               | 93               | 88               |                  |
| Середньомісячна швидкість вітру, м/с          | 4.81             | 4.71             | 4.59             | 4.35             | 4.05             | 3.75             | 3.38             | 3.45             | 3.76             | 4.25             | 4.48             | 4.74             |                  |
| Середньомісячна сонячна радіація, кДж/м²·день | 4984             | 8493             | 12450            | 15694            | 18501            | 20396            | 19700            | 17296            | 12588            | 7803             | 4610             | 3669             |                  |
| --------------------------------------------- | ---------------- | ---------------- | ---------------- | ---------------- | ---------------- | ---------------- | ---------------- | ---------------- | ---------------- | ---------------- | ---------------- | ---------------- | ---------------- |
| Джерело:                                      |                  |                  |                  |                  |                  |                  |                  |                  |                  |                  |                  |                  |                  |